# Santa Maria de Rye
L'església de Santa Maria de Rye ha dominat durant gairebé 900 anys el turó en el qual la ciutat vella de Rye, East Sussex, està ubicada.

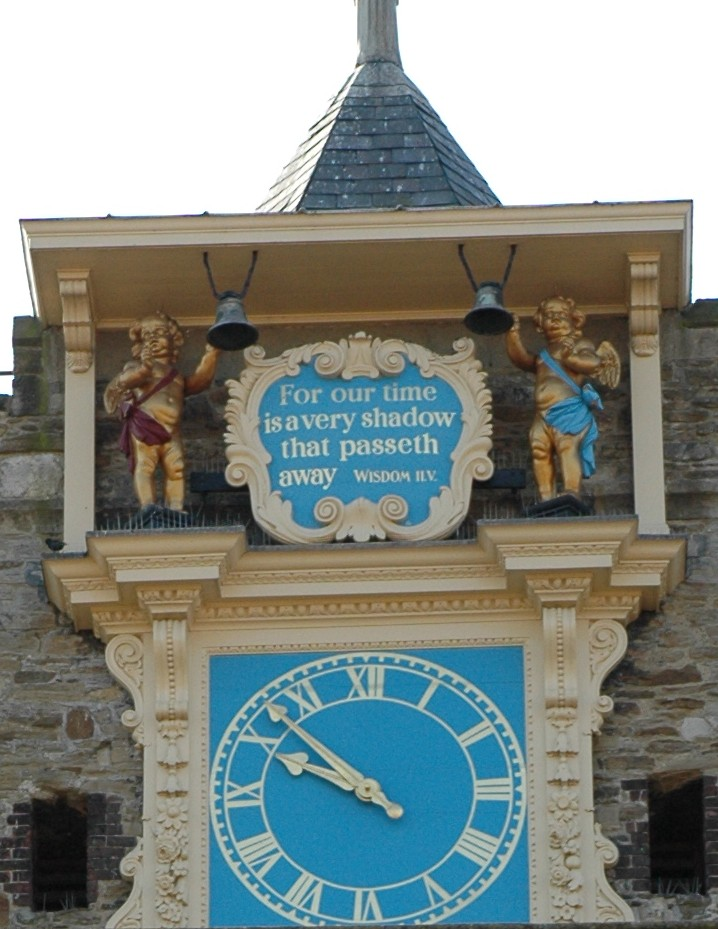
El rellotge

El 1377 quan la ciutat fou saquejada i incendiada pels invasors francesos, l'església també en patí les conseqüències. El sostre s'esfondrà i les campanes, fetes per Lewys Billiard de Winchelsea, se les van emportar. Sembla que són les mateixes perquè els homes de Rye les van anar a buscar.
Hi ha diversos vitralls interessants a l'església, encara que no són gaire antics. El més bonic és obra de Edward Burne-Jones (1891) en memòria de Mary Tiltman i es pot veure a la nau lateral del nord.
Però l'element més destacat de l'església és la torre del rellotge que és el més vell en funcionament d'Anglaterra. Data del 1561 i té un pèndol de més de 5 m que es pot veure gronxant-se al cos de l'església. La cara exterior del rellotge actual es va afegir el 1760. Els ninots són coneguts pels quarter boys (nois dels quarts), perquè només tocaven els quarts.